# Полањица-Здрој
Полањица-Здрој (пољ. Polanica-Zdrój) град је у Пољској у Војводству доњошлеском. По подацима из 2012. године број становника у месту је био 6706.

## Становништво
| 1950. | 1960. | 1970. | 2012. |
| ----- | ----- | ----- | ----- |
| 4.482 | 6.514 | 6.943 | 6.706 |

## Партнерски градови
- Телгте

- Званични веб-сајт